# Elevator
Elevator — дев'ятий студійний альбом шотландської групи Bay City Rollers, який був випущений у 1979 році.

## Композиції
1. Stoned Houses, Pt. 1 - 1:09
2. Elevator - 3:12
3. Playing in a Rock and Roll Band - 3:44
4. Hello and Welcome Home - 4:28
5. I Was Eleven - 3:10
6. Stoned Houses, Pt. 2 - 3:52
7. Turn on the Radio - 3:42
8. Instant Relay - 4:08
9. Tomorrow's Just a Day Away - 1:14
10. Who'll Be My Keeper - 3:32
11. Back on the Road Again - 3:57
12. Washington's Birthday - 3:45

## Склад
- Дункан Фор: вокал
- Ерік Фолкнер: гітара
- Стюарт "Вуді" Вуд: бас, гітара
- Дерек Лонгмаєр: ударні
- Алан Лонгмаєр: гітара